# 개념 학습
개념 학습(concept learning), 범주 학습, 개념 달성 및 개념 형성은 브루너, 굿나우, 오스틴(1967)에 의해 "다양한 범주의 예시와 비예시를 구별하는 데 사용할 수 있는 속성을 검색하고 나열하는 것"으로 정의된다. 더 간단히 말하면, 개념은 각 사물, 사건 또는 아이디어가 일련의 공통 관련 특징을 가지고 있다는 이해를 바탕으로 사물, 사건 또는 아이디어를 분류하는 데 도움이 되는 정신적 범주이다. 따라서 개념 학습은 학습자가 개념 관련 기능을 포함하는 그룹 또는 범주를 개념 관련 기능을 포함하지 않는 그룹 또는 범주와 비교하고 대조하도록 요구하는 전략이다.
개념 달성의 개념에는 다음 5가지 범주가 필요하다.
1. 작업 정의
2. 직면한 사례의 성격
3. 검증 절차의 성격
4. 특정 분류의 결과
5. 부과된 제한의 성격[1]

## 현대 심리학 이론

### 베이지안
개념 학습에 대한 수학적 접근 방식을 취하는 베이지안 이론은 인간의 마음이 해당 개념에 대해 본 예를 기반으로 특정 개념 정의에 대한 확률을 생성한다고 제안한다. 사전 확률에 대한 베이지안 개념은 지나치게 구체적이지 않으며, 가설의 가능도는 정의가 너무 광범위하지 않도록 보장한다.
예를 들어, 아이에게 부모가 세 마리의 말을 보여주고 이것을 "말"이라고 부른다고 가정해 보겠다. 아이는 이 단어가 어른의 뜻이 무엇인지 정확히 알아내야 한다. 그녀는 부자연스러운 개념인 "Clydedales를 제외한 모든 말"과 같은 이상하고 구체적인 예보다는 "말"이라는 단어를 이러한 유형의 동물 또는 모든 동물을 지칭하는 것으로 정의할 가능성이 훨씬 더 높다. 한편, 표시된 세 동물이 모두 매우 유사할 때 '모든 동물'을 의미하는 '말'이 나올 가능성은 낮다. "말"이라는 단어가 이 종의 모든 동물을 지칭한다는 가설은 합리적인 사전 확률과 주어진 예를 모두 갖고 있기 때문에 가능한 세 가지 정의 중 가장 가능성이 높다.
베이즈 정리는 데이터 분석에만 국한되지 않고 더 큰 관점을 취하는 데이터를 이해하고, 조작하고, 제어할 수 있는 강력한 도구를 제공하기 때문에 중요하다. 접근 방식은 주관적이며 사전 확률에 대한 평가가 필요하므로 매우 복잡하다. 그러나 베이지안이 축적된 증거와 베이즈 법칙의 적용이 충분하다는 것을 보여주면 작업은 관련된 입력의 주관성을 극복할 것이다. 베이지안 추론은 정직하게 수집된 모든 데이터에 사용될 수 있으며 과학적 초점6으로 인해 큰 이점을 갖는다.
베이지안 개념 학습 이론을 통합한 모델 중 하나는 존 R. 앤더슨(John R. Anderson)이 개발한 ACT-R 모델이다. ACT-R 모델은 인간 행동의 단계별 시뮬레이션을 생성하여 인간의 마음을 가능하게 하는 기본적인 인지 및 지각 작업을 정의하는 프로그래밍 언어이다. 이 이론은 인간이 수행하는 각 작업이 일련의 개별 작업으로 구성된다는 아이디어를 활용한다. 이 모델은 학습과 기억, 더 높은 수준의 인지, 자연어, 지각과 주의, 인간과 컴퓨터의 상호작용, 교육, 컴퓨터가 생성하는 힘에 적용되었다.
존 R. 앤더슨 외에도 조슈아 테넨바움(Joshua Tenenbaum)은 개념 학습 분야에 기여해 왔다. 그는 베이지안 통계 및 확률 이론뿐만 아니라 기하학, 그래프 이론 및 선형 대수학을 통해 성인, 어린이 및 기계의 행동 테스트를 사용하여 인간 학습 및 추론의 계산 기반을 연구했다. 테넨바움은 컴퓨팅 측면에서 인간 학습을 더 잘 이해하기 위해 노력하고 있으며 인간 학습자의 역량에 더 가까운 컴퓨팅 시스템을 구축하려고 노력하고 있다.

## 관련 문헌
- Rouder, Jeffrey; Ratcliff, Roger (2006). “Comparing Exemplar and Rule-Based Theories of Categorization”. 《Current Directions in Psychological Science》 15: 9–13. doi:10.1111/j.0963-7214.2006.00397.x. S2CID 7290181.
- Goodman, Noah D.; Tenenbaum, Joshua B.; Feldman, Jacob; Griffiths, Thomas L. (2008년 1월 2일). “A Rational Analysis of Rule-Based Concept Learning”. 《Cognitive Science》 32 (1): 108–154. doi:10.1080/03640210701802071. PMID 21635333.
- Hekanaho, Jukka (1997년 8월 14일). 《GA-based rule enhancement in concept learning》 (PDF). KDD'97: Proceedings of the Third International Conference on Knowledge Discovery and Data Mining. AAAI Press. 183–186쪽. ISBN 978-1-57735-027-9.
- Feldman, Jacob (2003). “The Simplicity Principle in Human Concept Learning”. 《Current Directions in Psychological Science》 12 (6): 227–232. doi:10.1046/j.0963-7214.2003.01267.x. S2CID 15441281.
- Rendell, Larry (1986). “A general framework for induction and a study of selective induction”. 《Machine Learning》 1 (2): 177–226. doi:10.1007/BF00114117.
- Hammer, Rubi (2008). “Comparison processes in category learning: From theory to behavior”. 《Brain Research》 1225 (15): 102–118. doi:10.1016/j.brainres.2008.04.079. PMID 18614160. S2CID 106981.
- Hammer, Rubi (2009). “The development of category learning strategies: What makes the difference?”. 《Cognition》 112 (1): 105–119. doi:10.1016/j.cognition.2009.03.012. PMID 19426967. S2CID 1199541.
- Watanabe, Satosi (1969). 《Knowing and Guessing: A Quantitative Study of Inference and Information》. New York: Wiley. ISBN 9780471921301.
- Watanabe, Satosi (1985). 《Pattern Recognition: Human and Mechanical》. New York: Wiley.
- Solomonoff, R. J. (1964). “A formal theory of inductive inference. Part I”. 《Information and Control》 7 (1): 1–22. doi:10.1016/S0019-9958(64)90223-2.
- Solomonoff, R. J. (1964). “A formal theory of inductive inference. Part II”. 《Information and Control》 7 (2): 224–254. doi:10.1016/S0019-9958(64)90131-7.
- “Brain and Cognitive Sciences”. Massachusetts Institute of Technology. 2007년 11월 23일에 확인함.
- Kearsley, Greg (1994). “Component Display Theory (M.D. Merrill)”. 2007년 12월 4일에 확인함.
- Kearsley, Greg (1994). “Concept”. 2011년 7월 9일에 원본 문서에서 보존된 문서. 2007년 12월 4일에 확인함.
- “Component Display Theory”. 2007년 4월 10일. 2007년 12월 4일에 확인함.
- “Concept Attainment”. 1999. 2007년 12월 4일에 확인함.
- “Concept Learning”. 2007년 11월 7일. 2007년 12월 4일에 확인함.
- “Concept Formation”. The McGraw-Hill Companies. 2007. 2007년 12월 4일에 확인함.
- Berry, Donald A. (1997–1998). “Teaching Elementary Bayesian Statistics with Real Applications in Science”. 《The American Statistician》 5 (3): 241–246. doi:10.1080/00031305.1997.10473970.
- Brown, Harold I. (1994). “Reason, Judgment and Bayes's Law”. 《Philosophy of Science》 61 (3): 351–369. doi:10.1086/289808. S2CID 122639303.
- Lindley, Dennis V. (1983). “Theory and Practice of Bayesian Statistics”. 《The Statistician》 32 (1/2): 1–11. doi:10.2307/2987587. JSTOR 2987587.